# Ace of Base
Ace of Base es un grupo sueco de música pop, fundado en 1990 por los hermanos Jonas, Jenny y Linn Berggren, con Ulf Ekberg, quienes integran la formación más exitosa de la banda. Posterior a la deserción de Linn, y el retiro de Jenny, quien inicia su carrera solista, ingresaron en su reemplazo Clara Hagman y Julia Williamson.
Con sus melodías mezcla de Pop y Dance junto a sus pegadizas letras lograron llegar al número uno en todo el mundo convirtiéndose en uno de los grupos clave de la música dance de los años 90 y uno de los grupos más populares de la década citada.
El grupo lanzó cinco álbumes de estudio entre 1992 y 2010 y según el sitio oficial de la banda sueca, Ace of Base vendió más de 40.000.000 de álbumes en todo el mundo, entre álbumes y sencillos,  incluidas 10 millones de copias en EE. UU., 660 mil en Reino Unido y 240 mil en Argentina. El álbum más vendido es Happy Nation / The Sign con 25.000.000 de copias vendidas, uno de los álbumes debut más vendidos de todos los tiempos. Fue certificado nueve veces platino en los Estados Unidos, cuádruple platino en Argentina, al igual que en Dinamarca y Japón
Se lo considera la tercera banda musical de origen sueco, más exitosa, después de ABBA y Roxette.

## Carrera

### El comienzo
"Ace of Base" está compuesto por los hermanos Berggren: Jonas Berggren (composición, guitarra y teclado), Malin Berggren (también conocida como: Linn Berggren) (voz, teclado, composición) y Jenny Berggren (voz, composición), además de Ulf Ekberg (Buddha)(composición, teclados, percusión).
Desde pequeños los Berggrens se vieron involucrados con la música. Pese a que sus padres (Göran y Birgitta) profesionalmente no se dedicaban a ejercerla, todos los fines de semana junto a sus hijos tocaban el piano y componían partituras.
El principal objetivo de Jonas, el mayor de las Berggren, fue formar una banda. Había estudiado música y por ende sabía tocar muchos instrumentos, pasaba horas en su dormitorio creando melodías y haciendo maquetas que iban siendo archivadas en una pequeña grabadora de doctor, en tanto las aptitudes musicales de las hermanas Berggren se fueron formando en la escuela y en el coro de una iglesia de Gotemburgo.

### Tech Noir 1990-1991
Antes de la década de 1990 Jonas ya tenía un proyecto musical concreto; Tech Noir. El nombre fue sacado del letrero de una discoteca que aparece en la primera película de Terminator. Se formó en 1986-1987 y originalmente era un trío formado por Johnny Lindén y Nicklas Tränk, al lado de Jonas Berggren. En necesidad de un apoyo vocal mucho más fuerte, Jonas propuso a sus hermanas ser el aporte principal en las voces, ellas accedieron y juntos se encerraron en el sótano de la casa para comenzar a trabajar en nuevas canciones. Cuando Jenny y Linn se involucraron más en el grupo, la música tomó un sonido más brillante y rítmico.
Las melodías Tecno que experimentaban dieron vida a las primeras canciones compuestas por los hermanos, entre ellas "Hear Me Calling" (antes llamada Hipnotized), "Young and Proud" y "Just Chaos", temas sencillos que posteriormente fueron incluidos en su primer disco formal como Ace Of Base.
En 1989, Nicklas Tränk dejó el grupo para trabajar en TV y animación en 3-D, mientras que Johnny Lindén decidió concentrarse en su carrera como diseñador gráfico. Entonces Jonas, líder de la banda, comenzó a codearse con varios músicos nuevos de Suecia, llamándole la atención uno en particular, Ulf Ekberg. Ulf era un joven músico amateur que tenía un proyecto dance junto con una chica. En agosto de 1990, Jonas Berggren, se encontraba a unas horas de tocar con su grupo en un festival muy grande de Edimburgo. En el mismo festival, justo en un escenario diferente, los Rolling Stones se presentaron frente a 100,000 personas, mientras que la banda Jonas (Tech Noir) se presentaba en uno de los escenarios principales para 2,000 personas. El problema fue que uno de los miembros de la banda sufrió una fobia al escenario, no pudo lidiar con las emociones y se negó a tocar justo antes de ese concierto extremadamente importante. Así que Jonas le pidió a su amigo Ulf que lo sustituyese. Anteriormente Ulf había trabajado con Jonas como músico de sesión y en grabaciones en el estudio, pero desde aquel entonces los dos trabando juntos permanentemente.
En 1997, el documental de Ace of Base "Our Story" sacó a la luz fragmentos en video de la agrupación cuando tocaban como Tech Noir en las discotecas locales de Gotemburgo en 1990. En ellas se puede ver a un delgadísimo Jonas Berggren, a un enérgico Ulf Ekberg bailando y rapeando, y a Linn y Jenny llevando un mismo estilo de vestir y mismo look de cabello (ensortijado y de color negro) Algo muy curioso ya que a Linn siempre se la vio rubia.

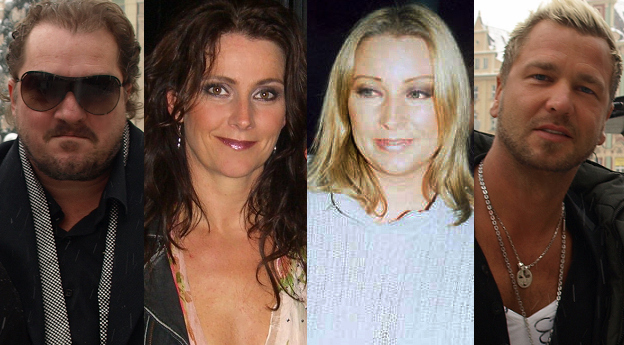
De izquierda a derecha: Jonas "Joker" Berggren, Jenny Berggren, Malin "Linn" Berggren y Ulf Ekberg.

### Ace Of Base, nuevo nombre y sonido
El estilo musical de Tech Noir fue variando durante los trabajos de composición que hacían Ulf y Jonas. La banda trazaba su estilo musical utilizando influencias del reggae para ser incluido al ritmo bailable del pop. A inicios de 1991, la agrupación cambió el nombre de Tech Noir a Ace of Base. La razón era porque la gente tenía problemas para pronunciar y deletrear el nombre y, además, había otra banda en Suecia que se llamaba así.
Hay muchas versiones de cómo surgió este nuevo nombre, pero ni siquiera los mismos integrantes del grupo lo tienen claro. Lo que se sabe es que el nombre fue inventado por Ulf Ekberg y nació inicialmente en alusión a los ases de la baraja -que son 4 (como los miembros del grupo)- y a una contracción del vocablo basement que significa sótano en inglés (lugar donde compusieron sus primeras canciones) a base y de allí nace ACE OF BASE que, básicamente significa AS DEL SÓTANO.

### MegaRecords
Después de haber grabado demos con canciones originales, incluyendo "All That She Wants", la banda se fue a Estocolmo, donde visitaron todas las grandes compañías discográficas. Nadie mostró ningún interés. (Jonas luego recordó que alguien le explicó que las canciones eran "demasiado obvias, demasiado simples"). No resultó en su propio país, así que la banda decide viajar a Copenhague, Dinamarca, y probar suerte allí. Dio la casualidad de que un nuevo sello llamado MegaRecords estaba reclutando nuevos artistas y al escuchar las maquetas de los suecos quedaron asombrados y no dudaron en proponerles firmar un contrato.

### Denniz Pop
Durante la producción del primer álbum en Tuff Studios, Ace of Base conoce a Denniz Pop un famoso productor sueco, quien hasta ese momento había trabajado con reconocidos artistas a nivel mundial como Dr. Alban. El grupo le entregó un demo-casete de "All That She Wants" (titulado anteriormente"Mr. Ace"), este se quedó atascado en la radio de su auto por un buen tiempo, su ociosidad para arreglar aquel desperfecto le benefició a Ace Of Base ya que era lo único que Denniz podía escuchar durante el transcurso diario desde su casa hasta los Cheiron studios, donde el trabajaba; el productor decidió trabajar con la banda para una proyección internacional produciendo por el momento solo ese demo al que decidió darle un nombre más adecuado y nació "All That She Wants" para LP.

### Happy Nation 1992-1993
"Wheel Of Fortune" fue el primer sencillo que editó Ace of Base, las expectativas estaban puestas en que ingresara a las listas pero el sencillo no logró entrar en las listas de Dinamarca. Fue al tercer relanzamiento del sencillo cuando éste pega en las radios y en el gusto del público, consolidándose gracias a que grabaron un vídeo que muy elogiado por la sencillez de su ejecución y, a la vez, por la complejidad de su significado. El sencillo llegó rápidamente al puesto 2 de las listas de Dinamarca y enseguida MegaRecords decide lanzar un segundo sencillo: "All That She Wants", que estaba en camino a convertirse en una canción muy popular y que sería la carta segura que jugaría Ace of Base para darse a conocer. La compañía financió un vídeo y el sencillo se lanzó durante el primer semestre de 1992, con una buena estrategia de promoción. El sencillo alcanzó el número uno de todos los ranking y canales de las televisiones europeas, manteniéndose durante semanas en los puestos más altos. De esta manera el LP Happy Nation se lanza en todo el continente con ventas que superaron las expectativas de la compañía. Las ganancias comenzaron a llegar, y MegaRecords estaba feliz. Mientras tanto en el Sur de Europa Ace of Base batía récord con "All That She Wants", el vídeo comenzó a ser televisado por MTV. El sencillo "Happy Nation" se consolidó como número uno en las listas europeas.

### Arista Records
Ace of Base no eran conocidos en Estados Unidos. MegaRecords intentó hacerlos funcionar mostrando el gran potencial de la banda pero no lo lograron. Clive Davis, dueño de Arista Records, una de las casas discográficas más grandes en los Estados Unidos y Asia estaba de vacaciones en Europa navegando por el Mediterráneo en su yate cuando sintoniza MTV y ve por primera vez a Ace of Base. Apenas desembarcó en Copenhague se dirigió a MegaRecords y consultó por los derechos de una distribución masiva en el resto del mundo de Ace of Base. "All That She Wants" fue lanzado junto con el LP The Sign bajo los derechos de Arista y las ventas se dispararon hasta alcanzar el número uno en las listas de Billboard. Ace of Base firma contrato con Arista Records para lanzar un álbum de debut mundial.

### Happy Nation (US Version) / The Sign 1993-1994
The Sign es el nombre que recibe el disco debut de la banda sueca, producido por Denniz Pop y grabado en Cheiron Studios. The Sign es básicamente la versión americana de Happy Nation con tres nuevos tracks: "Don't Turn Around", "The Sign", "Living In Danger", un bonustrack titulado "Hear Me Calling" (canción de la época de Tech Noir) y remixes de "Waiting For Magic" y "All That She Wants". Para Europa y Canadá se lanza el álbum bajo el nombre de Happy Nation US Version. Este reedición incluye, aparte de estas nuevas canciones y remixes, las pistas del antiguo LP, excepto "Dimension of Depth", "Münchhausen (Just Chaos)" y "Wheel of Fortune" (original club mix), que se quedan fuera.
El álbum debut vendió 23 millones de copias y quedó estampado en el récord Guinness como "El álbum de debut de gran éxito con mayores ventas en el mundo". Ace Of Base fueron coronados como los nuevos ABBA, la banda logró numerosos premios alrededor del mundo, por mencionar unos pocos: 6 World Music Awards, 3 Billboard Awards, 3 premios en American Music Awards, 2 BMI, varios Grammy Europa, y dos nominaciones en los Grammy norteamericanos. El 2 de abril de 1994 Ace Of Base rompe las listas de Billboard llegando álbum y sencillo simultáneamente al número uno ("The Sign").
"Don't Turn Around", el primer cover que realiza la banda, y "Living In Danger", continúan con el éxito del grupo obteniendo nuevamente el número uno en los ranking mundiales, el álbum ya alcanzaba las 8 millones de copias vendidas sólo en Estados Unidos.
El 27 de abril de 1994, Manuela Behrendt, una fanática del grupo sueco, al parecer alterada psíquicamente, agredió con un cuchillo a Jenny mientras dormía en su habitación. Jenny fue despertada por una desconocida que le colocó un cuchillo en el cuello y la obligó a dirigirse al dormitorio de sus padres. Fueron ellos que lograron retener a la chica alemana de 21 años, quién fue detenida por la policía sueca acusada de violación a domicilio. Brigitta Wenneber-Berggren, madre de Jenny, recibió un corte en una de sus manos durante el forcejeo que tuvo con la agresora para quitarle el arma. La "fanática" no pudo volver a pisar Suecia durante cinco años después de haber cumplido su condena en la cárcel.

### The Bridge 1995-1996
The Bridge fue el segundo álbum de la banda sueca, un disco que cuenta con composiciones de los cuatro miembros. Cada uno aportó tres composiciones sólidas y el álbum fue promocionado en casi todo el mundo. El disco mostraba un sonido mucho más maduro e incluían canciones más acústicas, predominando la guitarra acústica frente a los sintetizadores. En esta ocasión, todos los componentes del grupo, incluidas las chicas, aportan canciones escritas por ellos mismos, logrando una gran variedad de temas y estilos.
Gracias a los sencillos "Lucky Love", lanzado en septiembre de 1995, "Beautiful Life" y "Never Gonna Say I'm Sorry" en 1996, el álbum logró vender más de 5 millones de copias. Para la versión americana del álbum se incluyen versiones extendidas de "Whispers in blindness", "My Déjà Vu" y "Strange Ways". También se creó una versión en español del sencillo “Beautiful Life” ( Vida Hermosa ) descartando su lanzamiento.
En febrero de 1996 la banda se presentó en el XXXVII Festival Internacional de la Canción de Viña del Mar, en Chile con algunos desperfectos técnicos pero logró satisfacer al público.
Para 1997 fueron llamados a actuar en los World Music Awards por ser el grupo escandinavo más vendido en el mundo. La banda interpretó "Ravine" en el escenario, pero algo no andaba bien. Sólo Jenny estaba en frente y su hermana Linn se encontraba en el teclado haciendo los coros con unas gafas negras que cubrían la mitad de su rostro. Linn abandonó el escenario tras la presentación y desde entonces no volvió a ser parte de la imagen del grupo. La banda anunció que Linn estaba superando un estrés severo.

### Flowers / Cruel Summer 1998-1999
Durante 1998 la banda lanza en toda Europa Flowers su tercer álbum, que incluye el hit "Life Is A Flower", todo un éxito en los charts del Viejo Continente; le siguió "Cruel Summer", una versión del grupo Pop de los 80's Bananarama, sencillo que también ayudó al lanzamiento del disco en América bajo el nombre del mismo sencillo por petición de Arista Records. Aprovechando el éxito la banda graba una versión especial de la versión junto a una Boy-Band francesa de nombre Alliage, que ayuda a que el sencillo sea todo un éxito en Francia y llegue a un público más joven que no conocía a Ace of Base.
Después del éxito registrado por "Life is a Flower" y "Cruel Summer", en Europa se lanzan como sencillos "Travel To Romantis", "Always Have, Always Will" y "Cecilia" los que no lograron equiparar el airplay y las ventas de los dos sencillos anteriores. En América se lanzan dos cortes promocionales (además de "Cruel Summer") las canciones "Whenever You're Near Me" y "Everytime it Rains", ambas pasaron desapercibidas para el público masivo. 
Para la edición americana de "Cruel Summer", Arista Records pide más cambios, aparte del nuevo título del álbum, porque para ellos el disco suena "demasiado europeo". Por ello, y a pesar del malestar del grupo, se reescribe y graba de nuevo con otra música "Life Is A Flower" (bajo el título "Whenever You're Near Me"), se graban versiones diferentes de "He Decides", "Donnie" y "Cecilia" y se incluyen el tema inédito "Everytime it rains" y los remixes "Travel to Romantis" (Love to Infinity mix) y "Cruel Summer" (Blazin' Rhythm remix), quedando fuera "Captain Nemo", "I Pray" y "Dr. Sun". El disco logró vender más de 3 millones de copias en todo el mundo.

### Singles of the 90s / Greatest hits 1999-2000
En 1999 la compañía discográfica, MegaRecords, lanza un álbum compilatorio con todos los exitosos sencillos de Ace Of Base en el mundo entero, como primer sencillo "C'est La Vie (always 21)", que logra llegar al primer lugar de las listas de Europa y sorprendentemente es número 1 de ventas en España, seguido por el promocional de "Love In December" y "Hallo Hallo". En América el álbum se lanzó bajo el nombre de Greatest Hits y como único sencillo se decidió relanzar "Everytime It Rains" pero en una versión remix hecha por Metro. Irónicamente, en este recopilatorio incluyen "Life Is A Flower", cuando esta canción no fue incluida en la versión americana de "Flowers / Cruel Summer" sino que fue regrabada de letra y música, y lanzada como sencillo como "Whenever you´re near me".
Durante un tiempo la banda decide tomarse vacaciones y rehacer sus vidas personales, Jonas vuelve a casa con su esposa Birthe Haughland y sus dos hijos, Ulf se dedicó a codearse con la farándula europea, donde conoció a la modelo Johanna Aybar, y se casó, actualmente Ulf y Johanna tienen tres hijos. En tanto Jenny y su actual esposo Jakob Petrén comenzaron a trabajar para las iglesias haciendo música, conciertos benéficos e incluso Jenny colaboró vocalmente con otros músicos de Europa.

### Da Capo 2002-2003
A comienzos del otoño europeo de 2002 la banda lanza Da Capo, del cual se desprendieron tres sencillos: "Beautiful Morning", "Unspeakable" y un promocional navideño "The Juvenile" (esta canción es una versión del tema "Golden Eye", que el grupo presenta como candidata a canción principal para la película de James Bond, del mismo nombre. Finalmente para la BSO de la película se eligió el tema presentado por Tina Turner). El disco no tuvo un éxito masivo debido a que el cuarteto se negó a hacer promoción propiamente tal; sólo fue en Japón, donde el disco logró ubicarse dentro de los 10 más vendidos en 2003. Las letras fueron trabajadas por los cuatro miembros de la banda e incluyeron una versión del grupo Black, el clásico "Wonderful Life". Da Capo no fue lanzado en América por gestiones negativas de Arista Records. Debido a la presión que ejercen los fanes del grupo (conocidos como Acers), la banda edita Da Capo, The DVD con su videografía completa hasta el momento.
Durante 2003, sólo Ulf y Jenny se dedicaron a hacer promoción del disco, Jonas pasó más tiempo con sus dos hijos y esposa, en tanto que Linn, siguió con su postura de mantener un bajo perfil. Tras finalizar la promoción, Ulf se convierte en padre, y Jenny da a luz a su primer hijo.
Jenny, durante el receso de Ace of Base, decide juntarse con una banda sueca, Arose, para grabar un disco pop/rock. Jenny es vocalista secundaria y compuso algunos temas para la producción.

### Gira por Europa 2005 y 2007
Tras casi tres años de no presentarse "juntos" en vivo la banda sueca Ace of Base son invitados a participar junto a Donna Summer, The Who, Safri Duo, entre otros, al legendario festival belga "Night Of The Proms", una seguidilla de conciertos que se realiza en Amberes, Bélgica. La banda sueca realizó 17 shows que los mantuvo en gira entre el 14 de octubre y el 12 de noviembre, oportunidad que aprovecharon varios Acers (fanes de Ace of Base) de 12 países para verlos en vivo. Para la gira de Night Of The Proms 2005 solo estuvo presente Jenny, Jonas y Ulf; en el escenario Ace of Base interpretó sus mayores éxitos tales como: "The Sign", "All That She Wants", "Beautiful Life" y "Life Is A Flower".
Jenny continuó con su proyecto solista de Pop Cristiano que comenzó en 1999. 
En 2007 Lasse Karlsson, mánager de la banda, anunció en el sitio oficial de Ace of Base que el disco se lanzaría durante 2008.
El 8 de enero de 2007 se confirmó oficialmente el segundo embarazo de Jenny; la cantante dio a luz en marzo.
Luego, en los meses de marzo, abril y mayo de 2007 Jenny Berggren participó en el primer tour que realizó La Orquesta Original de ABBA en Suecia junto con otros artistas europeos.
En septiembre de 2007 la banda anunció por sorpresa en su página oficial y Myspace nueve fechas de conciertos para los meses de noviembre y diciembre: 5 fechas para Rusia, 1 fecha para Dinamarca, 1 en Estonia y 2 en Lituania.

### Trío y disco fallido 2007-2009
En pleno tour por Europa 2007, y con exitosas presentaciones en todos los países donde se han presentado, Ulf Ekberg aclara en una entrevista para una radio de Estonia la situación actual de la banda:
“Somos un trío, ya no seremos más un cuarteto, Malin no quiere estar en la banda, ella tiene otras prioridades en su vida, ella no quería estar en el grupo desde 1996, y estos 11 años, cada año ella se alejaba más, y realmente hace 7 años que ella no pertenece a Ace of Base. Ella no será parte del tour ni del próximo álbum”.
La banda, ya convertida en un trío preparó simultáneamente su regreso con un nuevo álbum de canciones inéditas. El álbum tenía previsto ver la luz en 2009 junto a un World tour (llamado "Redefined Tour") que finalmente no llegó a formalizarse, a pesar de tener varias canciones grabadas (entre ellas, Wish you were mine, Sparks from a fire, WOF 2009, DTA 2009, LL 2009,...). Algunas de estas fueron finalmente incluidas en el recopilatorio/CD Box "Ace Of Base - All that She Wants: The Classic Collection, dentro del álbum "Hidden Gems Vol. II"

### Nueva formación: Ace.Of.Base. y su The Golden Ratio 2010
Con nueva compañía discográfica y nuevas cantantes (Clara Hagman y Julia Williamson) y tras el desacuerdo con Jenny que se negaba en buscar una sustituta a su hermana (ante la petición de la compañía 
de discos de que tenían que volver a su cuatro miembros) Ace of Base regresa con "The Golden Ratio", quinto álbum de estudio de la banda sueca pero con el nombre Ace.Of.Base. por temas legales. Su primer sencillo "All For You" se convirtió en un éxito en Europa. Como segundo sencillo promocional publican "The Golden Ratio" con escasa repercusión. Con esta nueva banda hacen una gira por los países del norte de Europa, para después anunciar su separación.

### Jenny y su proyecto como solista 2010
Después de que Jonas y Ulf dejaran de lado a Jenny Berggren en el nuevo proyecto Ace.Of.Base, esta lanza un nuevo álbum como solista a mediados de octubre de 2010, "My Story". Su primer sencillo es "Here I Am", y su segundo Gotta Go. Posteriormente ha ido lanzado sencillos en solitario que a día de hoy no se han recogido en ningún álbum de estudio y ha participado en varios programas de Talent Shows en Escandinavia. En la actualidad, Jenny da conciertos en festivales por todo el mundo recordando la música de los 90, donde interpreta temas de Ace Of Base con un sonido más actual.

### Hiddem Gems 2015
En 2015, Ulf y Jonas anuncian la publicación de un nuevo álbum titulado "Hidden Gems". Este álbum contiene diez canciones inéditas y cinco caras B y pistas extra, de la primera época del grupo con los 4 miembros originales, que hasta ahora solo estaban disponibles en territorios seleccionados. Estas pistas fueron grabadas entre 1991 y 2005. Todas las pistas han sido seleccionadas por Jonas Berggren y Ulf Ekberg de Ace of Base. Como único sencillo se publica "Would You Believe", cuyo videoclip se hace con imágenes de los videos europeos y americanos de "Lucky Love". Los temas incluidos son: 
- Would You Believe
- Go Go Go
- Into The Night Of Blue
- Don’t Stop
- Make My Day
- Mercy Mercy
- No Good Lover
- Summer Days
- Giving It Up (2014 Remake)
- Come To Me
- Prime Time
- Look Around Me
- Pole Position
- Sunset In Southern California
- Moment Of Magic

### Happy Nation, The Sing, The Bridge, Flowers y Da Capo (Ultimate Edition 2LP Remastered) 2016
En 2016 el grupo anuncia la reedición de todos sus álbumes de estudio, en una versión extendida de doble vinilo, con el nombre de "Ultimate Edition 2LP Remastered". En ellos se incluyen los temas de cada álbum más canciones extras (caras B, remixes). Esto fue una edición limitada que se agotó en poco tiempo y que ahora solo se puede lograr de segunda mano.

### Ace Of Base Box Sets 2020-2021
En 2020, la compañía de discos de Ace Of Base presenta Ace of Base 'All That She Wants: The Classic Collection' para celebrar el 30 aniversario del grupo. Esta caja de 11 CD + DVD que abarca toda la carrera incluye los álbumes clásicos: 'Happy Nation', 'The Bridge', 'Flowers' y 'Da Capo', además de la compilación de rarezas y tomas descartadas 'Hidden Gems' y 'Hidden Gems Vol. II' . Cada álbum se presenta con un extenso material adicional, que incluye remixes clásicos e inéditos. El disco adicional 'Edge of Heaven' presenta versiones no disponibles anteriormente de este sencillo de 1996 archivado, además de una selección de mezclas nuevas y revisadas que incluyen 'Always Have, Always Will', remezclado por primera vez por Matt Pop. Este disco también presenta una grabación en vivo de la primera actuación de Jonas, Jenny, Linn y Ulf juntos en su ciudad natal de Gotemburgo en agosto de 1990, disponible aquí en exclusiva exactamente 30 años después. El DVD contiene todos los videos promocionales originales del grupo, además de imágenes adicionales muy buscadas. Los 12 discos contienen 195 pistas de audio más 26 videos y se presentan en una caja de lujo. Todos los álbumes individuales cuentan con réplicas de ilustraciones originales y fundas interiores impresas, con 'Happy Nation', 'The Bridge', 'Flowers' y 'Hidden Gems' en carteras desplegables. El folleto a color de 52 páginas contiene nuevas notas de portada, fotos a color, letras y discografía ilustrada.

### Ace Of Base Box "Beautiful Life: The Singles", reedición en vinilo de HAPPY NATION, remixes de varios hits y Certificación 1 Billon de reproducciones stream 2022-Actualidad
En 2023, se lanza una nueva caja de sencillos de Ace of Base CD, llamada "Beautiful Life: The Singles". En ella se incluyen 26 CD con todos sus sencillos publicados. Cada CD presenta éxitos, caras B y montones de remixes. De hecho, hay alrededor de 50 mezclas inéditas en este conjunto que viene con un folleto de 44 páginas con letras, discografía, fotos inéditas (de la grabación del primer videoclip de "Life Is A Flower", que fue descartado por ser demasiado "oscuro") y la historia de la banda.
En junio de 2023, el grupo anuncia a través de sus redes sociales que debido al 30 aniversario del lanzamiento de "All That She Wants" (1992-1993), se publicarán varios remixes del tema hecho por los DJs más conocidos y emergentes del momento. En octubre se publica "Beautiful Life (Faustix RMX)". Anteriormente, el grupo aprovechó para lanzar los siguientes remixes: Wheel of Fortune (Singlewave Remix), Always Have, Always Will (Matt Pop 2020 Remix), Happy Nation (Fred & Mykos Remix) y Dancer in a Daydream (Trace Adam Remix).
En octubre de 2023, el grupo anuncia la reedición en vinilo del álbum que les catapultó a la fama: Ace Of Base: Happy Nation US Version / The Sign, llamándolo en esta ocasión únicamente como "Happy Nation". La versión es un catalogada como Limited 12" Album Picture Disc. En el vinilo se pueden ver las caras de los componentes por ambos lados.
En diciembre de 2023, el grupo publica un remix en Youtube titulado "Ace Of Base Moogoperator Remix" que abarca todos los sencillos de sus primeros álbumes. En febrero de 2024, el grupo publica un remix en Youtube de "Wheel Of Fortune" y comunican que sus canciones han alcanzando el billón de reproducciones en plataformas digitales.

## Discografía
Para una lista completa de todas las canciones, ver Lista de canciones de Ace of Base

### Álbumes de estudio
- 1992: Happy Nation
- 1993: The Sign
- 1993: Happy Nation (U.S. Version)
- 1995: The Bridge
- 1998: Flowers / Cruel Summer
- 2002: Da Capo
- 2010: The Golden Ratio bajo el nombre Ace.Of.Base.
- 2015: Hidden gems
- 2020: Hidden gems II. incluido en el recopilatorio All that she wants: The Classic Collection CD Box

### Grandes éxitos y reediciones
- 1999: Singles Of The 90s (Mega Records)
- 2000: Greatest Hits (Arista)
- 2000: The Collection / All That She Wants (Universal)
- 2002: Platinum & Gold Collection (Arista)
- 2003: Exclusive Fan Edition (Universal)
- 2005: The Ultimate Collection (Polydor)
- 2008: Ultimate Greatest Hits Experience (Mega Records)
- 2010: Platinum & Gold (Rhino Records)
- 2011: Playlist: The Very Best Of Ace Of Base (Arista)
- 2019: Gold (Demmon Music)
- 2020: All that she wants: The Classic Collection CD Box (Demmon Music)
- 2023: Ace Of Base: Beautiful Life - The singles (Demmon Music)

## Sencillos
- (1992) Wheel Of Fortune
- (1992) All That She Wants
- (1992) Happy Nation
- (1993) Waiting For Magic
- (1993) The Sign
- (1994) Don't Turn Around
- (1994) Living In Danger
- (1995) Lucky Love
- (1995) Beautiful Life
- (1996) Never Gonna Say I'm Sorry
- (1996) My D'eja' Vu
- (1997) Angel Eyes
- (1998) Life Is A Flower
- (1998) Cruel Summer
- (1998) Whenever You're Near Me
- (1998) Cruel Summer Feat. Alliage
- (1998) Travel To Romantis
- (1998) Tokyo Girl
- (1998) Donnie
- (1998) Always Have, Always Will
- (1999) Everytime It Rains
- (1999) Cecilia
- (1999) C'est La Vie always 21
- (1999) Love In December
- (2000) Hallo Hallo
- (2000) Everytime It Rains Metro Mix
- (2002) Beautiful Morning
- (2002) The Juvenile
- (2003) Unspeakable
- (2008) Wheel Of Fortune Remix 2009
- (2010) All for you
- (2010) The Golden Ratio
- (2015) Would You Believe

## Videografía
- (1992) All That She Wants
- (1992) Wheel Of Fortune
- (1993) Happy Nation
- (1993) Happy Nation (Moody Gold Mix)
- (1993) The Sign
- (1993) The Sign (Director's Cut 1)
- (1993) The Sign (Director's Cut 2)
- (1993) The Sign (Director's Cut 3)
- (1994) Don't Turn Around
- (1994) Don't Turn Around (Aswad Mix)
- (1994) Don't Turn Around (Turned Out Eurodub)
- (1994) Living In Danger
- (1994) Living In Danger (US Version)
- (1994) Living In Danger (D-House Remix Edit)
- (1994) Living In Danger (Principle Remix Edit)
- (1994) Living In Danger (Buddha Mix)
- (1994) Hear Me Calling
- (1995) Lucky Love (European Version)
- (1995) Lucky Love (European - Acoustic Version 1)
- (1995) Lucky Love (European - Acoustic Version 2)
- (1995) Lucky Love (Amadin Mix)
- (1995) Beautiful Life
- (1995) Beautiful Life (Bubble Version)
- (1995) Beautiful Life (Vission Lorimer Club Remix Edit)
- (1995) Lucky Love (US Version - Acoustic Version)
- (1995) Lucky Love (US Version / Director's Cut- Acoustic Version)
- (1996) Never Gonna Say I'm Sorry
- (1996) Never Gonna Say I'm Sorry (Morph Version)
- (1998) Life Is A Flower (Unnreleased)
- (1998) Life Is A Flower
- (1998) Cruel Summer (European Version - Big Bonus Mix)
- (1998) Cruel Summer (US Version)
- (1998) Cruel Summer (Feat. Alliage)
- (1998) Travel To Romantis
- (1998) Always Have, Always Will
- (1999) C'est La Vie always 21
- (2002) Beautiful Morning
- (2003) Unspeakable
- (2008) Wheel Of Fortune 2009
- (2010) All For You
- (2010) All For You (Director's Cut)
- (2010) The Golden Ration (Facebook Version)
- (2015) Would You Believe